# Mischocyttarus carinulatus
Mischocyttarus carinulatus är en getingart som beskrevs av Zikan 1949. Mischocyttarus carinulatus ingår i släktet Mischocyttarus och familjen getingar. Inga underarter finns listade i Catalogue of Life.